# Воєнний стан у Польщі (1981—1983)

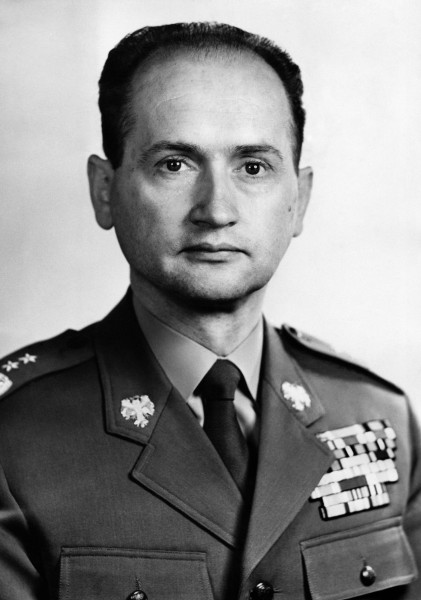
Войцех Ярузельський

Воєнний стан у Польщі (пол. Stan wojenny w Polsce 1981—1983) став періодом диктатури, яку оголосив генерал Войцех Ярузельський, який боровся з опозицією, яку в офіційно комуністичній ПНР представляла права профспілкова організація «Солідарність». Воєнний стан тривав з 13 грудня 1981 по 22 липня 1983 року. Оцінки подій тієї епохи сильно розрізняються як у самій Польщі, так і за її межами. В ході воєнного стану в країні проходили репресії: в результаті зіткнень з поліцією понад 30 чоловік загинуло. Але в цілому масштаб репресій, так само як і реакція самої опозиції в цей період, носили помірний і навіть дещо приглушений характер, враховуючи назріваючу споживчу кризу в країні. Ключову роль у запобіганні ескалації конфлікту з обох сторін зіграла Католицька церква Польщі.

## Початок операції
Прозахідні бродіння в польському профспілковому середовищі стали відчуватися все гостріше, особливо в умовах наближення споживчої кризи. Генерал Войцех Ярузельський, на той момент 1-й секретар ПОРП, глава уряду і міністр оборони, розумів, що основна дестабілізаційна загроза виходить від організації «Солідарність», яка користувалася підтримкою у населення. Вранці 12 грудня 1981 Войцех Ярузельський подзвонив керівництву СРСР і виголосив таке: "… в ніч з 12 на 13 грудня ц.р. на всій території ПНР буде введено воєнний стан. Усю відповідальність за цей крок я покладаю на себе … "
У ніч з 12 на 13 грудня 1981 року по всій Польщі відімкнули телефонний зв'язок. У результаті лідери опозиційного антикомуністичного руху «Солідарність» моментально виявилися ізольовані. На вулицях з'явилися танки і бронетранспортери. По телебаченню транслювали заяву генерала Ярузельського про те, що «треба зв’язати руки авантюристам, перш ніж вони зіштовхнуть Вітчизну у вир братовбивчої війни». Генерал також оголосив про створення Військової ради національного порятунку.

## Причини
Сам генерал Ярузельський часто вказував на те, що оголошення воєнного стану в країні було «найменшим злом», тому що в протилежному випадку країні загрожувало введення радянських військ. Якщо вірити стенографісту Віктору Аношкіну, то польський лідер сам просив у Москви ввести війська до Польщі, шантажуючи її тим, що у разі відмови його країна вийде з Варшавського договору. Але світова обстановка на початку 1980-х років значно відрізнялася від тієї, яка супроводжувала введення радянських військ до Угорщини в 1950-х і Чехословаччини — в 1960-х роках. Радянські лідери, в тому числі сам Андропов, враховували те, що СРСР імпортує значну частину продуктів харчування з-за кордону, а тому вони вже всерйоз побоювалися «капіталістичних санкцій» за теоретичне введення радянських військ до Польщі, відповівши відмовою. Кілька тисяч діячів опозиції були інтерновані, а страйки придушувалися з допомогою армії.

## Результати
У результаті даної військової акції місцеві профспілкові комітети «Солідарності» були значно ослаблені, а багато лідерів попросту залякані. Але в цілому «Солідарність» як і раніше продовжувала діяти під керівництвом Леха Валенси, який обрав на час політику непротивлення, добре знайому полякам з часів розділу країни. Яскравим проявом триваючої підпільної діяльності навіть в цей час було систематичне видання періодичних видань, листівок і бюлетенів. Видавців таємно підтримувала Католицька церква, яка зберегла сильну позицію в польському суспільстві.
17 липня 1986 року урядом Польщі був прийнятий закон про амністію, в період до 21 лютого 1987 р. ним скористалися 1200 учасників антиурядових виступів (з яких 225 відбували покарання у місцях позбавлення волі).

## Економічні санкції США проти Польщі
Відразу після введення воєнного стану Уряд Сполучених Штатів Америки ввів економічні санкції щодо Польщі та СРСР. У наступному, 1982-му році Польща була позбавлена статусу найбільшого сприяння в торгівлі, а її заявка на вступ до Міжнародного валютного фонду була заблокована. Амністія 1984-го року відкрила двері нормалізації економічних відносин між двома країнами. 20 лютого 1987 президент Рональд Рейган оголосив про скасування останніх санкцій та відновлення режиму нормальної торгівлі.
Санкції мали негативний вплив на польську економіку (польський уряд стверджував, що в період 1981–1985 років вони коштували польській економіці 15 мільярдів доларів). Втрати були частково компенсовані радянськими кредитами, що склали в сукупності 3,4 млн. доларів, і збільшенням постачань сировини та енергоносіїв.

## Сучасні оцінки
У 2005–2008 рр.. Ярузельського намагалися притягнути до кримінальної відповідальності за введення диктатури.